# Rafaił Nasibułow
Rafaił Kadyrowicz Nasibułow (ros. Рафаил Кадырович Насибулов; ur. 25 października 1961, zm. 16 sierpnia 2009) – radziecki zapaśnik walczący w stylu klasycznym. Srebrny medalista mistrzostw świata w 1982. Mistrz Europy w 1982. Mistrz ZSRR w 1982 i 1983; trzeci w 1985 roku.